# Рейтер

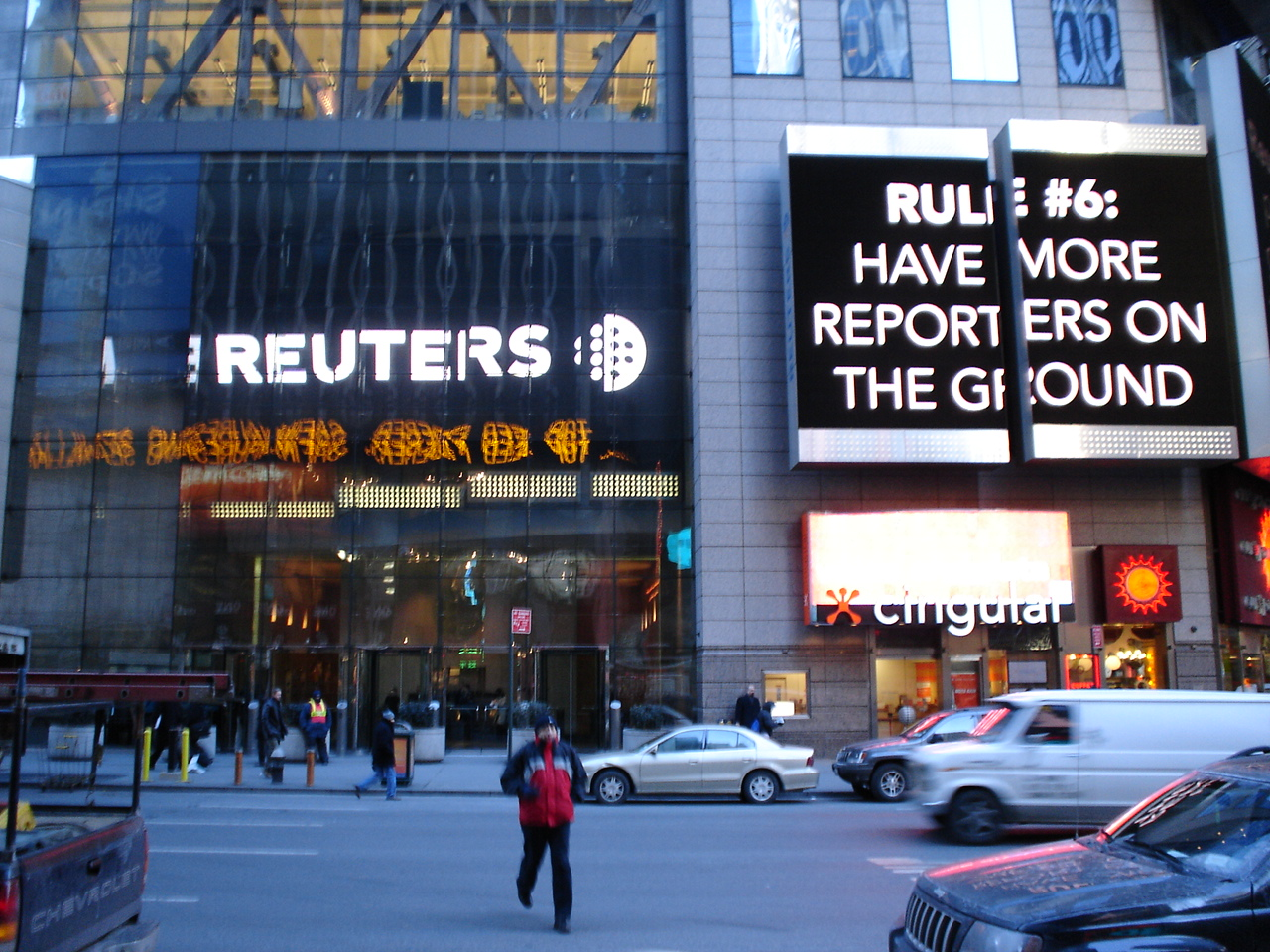
Фасад будівлі агентства Рейтер на Таймз Сквер (Нью-Йорк, Нью-Йорк)

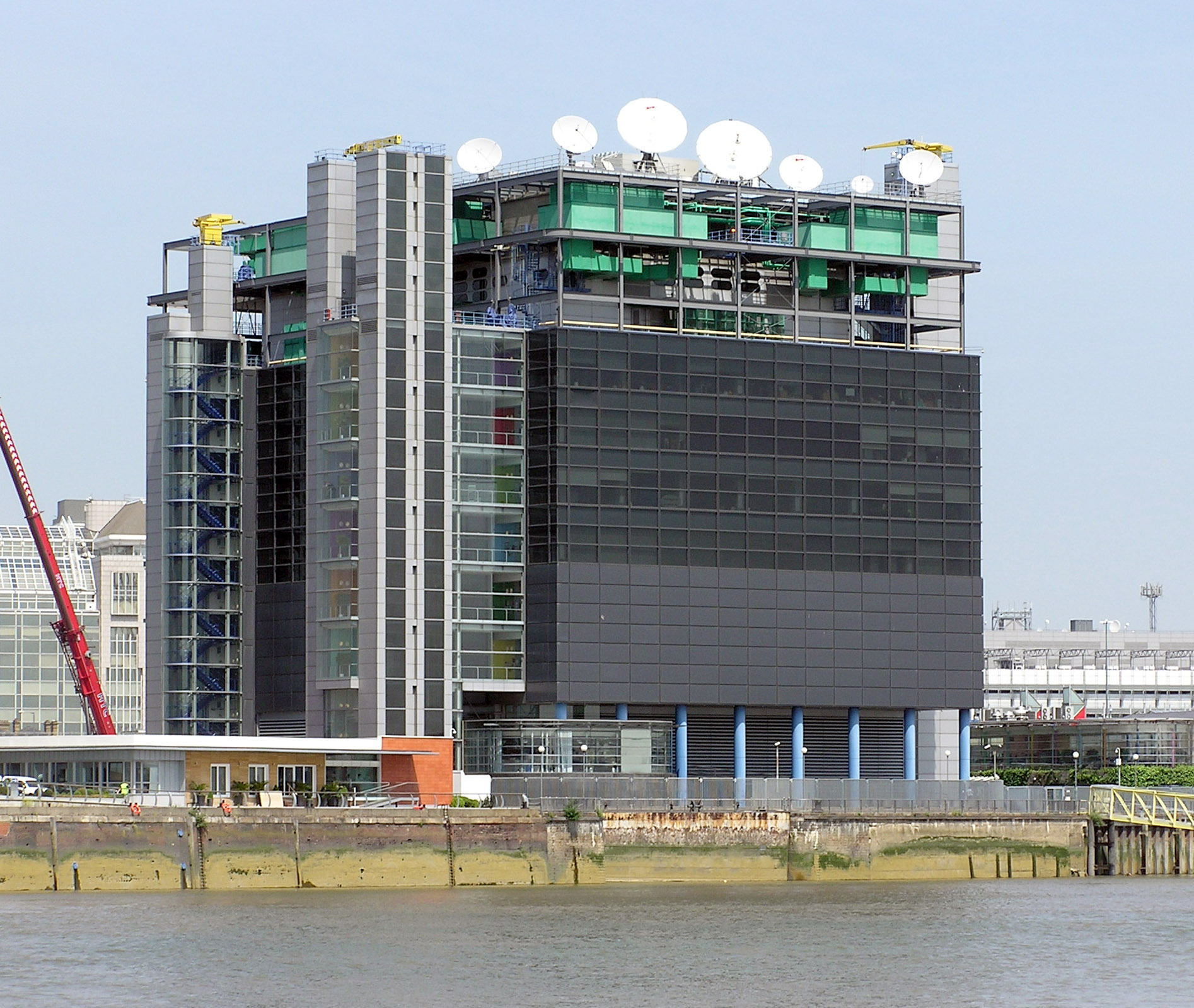
Дата центр, Лондон

«Рейтер», «Ройтерз» (англ. Reuters / «Ройтерз») — британське агентство новин і постачальник даних про фінансові ринки, що надає інформаційні повідомлення газетам та іншим засобам масової інформації.
У минулому хроніки приносили менше 10 % прибутку компанії. Увага «Reuters» зосереджувалася на постачанні фінансових ринків інформацією і торговельними інструментами. Серед інших послуг, найвідоміший аналіз 40 000 компаній, боргових інструментів і трьох мільйонів економічних серій. Конкуренти: Bloomberg L.P. і Dow Jones Newswires. З квітня 2008 року — частина агентства «Томсон Рейтер» (див. Thomson Reuters). Одне з найбільших у світі міжнародних агентств новин, яке працює в інформаційній галузі вже понад 150 років.

## Історія
Пол Юліус Ройтер помітив, що з електричним телеграфом новинам більше не потрібні дні чи тижні, щоб сягати на великі відстані. В 1850 34-річний Пол Ройтер мешкав в Аахені, Німеччина, неподалік від кордону з Нідерландами та Бельгією, і почав використовувати ново-відкриту телеграфну лінію «Берлін-Аахен», щоб надсилати новини до Берліна. Проте існував розрив завдовжки 122 км (76 миль) між Аахеном і Брюсселем, столицею Бельгії і фінансовим центром країни. Пол Ройтер побачив можливість пришвидшити надходження новин між Брюсселем і Берліном, використовуючи поштових голубів, щоб покрити цей розрив у лінії.
У 1851 році, Пол Ройтер переїхав до Лондона, Велика Британія. Після невдач у 1847 і 1850 роках, спроби прокласти підводний телеграфний кабель з Дувру до Кале здавалося обіцяли успіх. Ройтер влаштував офіс компанії «Submarine Telegraph» у жовтні 1851 якраз перед відкриттям підводного кабелю в листопаді. Він домігся угоди з Лондонською фондовою біржею забезпечувати фондовими цінами з континентальних бірж в обмін на доступ до Лондонських цін, якими він постачав біржових брокерів у Парижі, Франція.
1858 році на розсилки компанії Reuters підписалася перша газета — лондонська Morning Advertiser. Надалі до неї приєдналися інші друковані видання.
1859 року Гавас, Ройтер і Вольф уклали угоду про розмежування зон збору та комерційного поширення інформації.
1965 року Пол Ройтер ввів послугу «Стокмастер» — передача та отримання конфіденційної фінансово-економічної інформації.
Агентство розширювало охоплення тем, які потрапляли в сферу його інтересів, і незабаром запрацювало репутацію найбільш оперативного новинного агрегатора. Зокрема, Reuters стало першим агентством, хто повідомив про вбивство Авраама Лінкольна. В даний час на розсилки Reuters підписані практично всі великі видання, що спеціалізуються на новинах.
1973 року агенція запустила міжнародний Електронний ринок інформації «Ройтер монітор».
25 січня 2009 року померла остання представниця династії, що заснувала агентство Reuters, баронеса Маргарет де Ройтер.
У 2015 році агентство Reuters заборонило своїм позаштатним фотографам використовувати знімки, оброблені з RAW. Фотографи повинні використовувати тільки ті знімки, які були спочатку збережені в камерах в форматі JPEG.
Після заняття адміністрацією президента США Дональда Трампа ворожої позиції по відношенню до ЗМІ, агентство Reuters розіслало співробітникам маніфест. У ньому, зокрема, рекомендується писати про те, що має значення для життя людей, і надавати факти, які допоможуть їм приймати кращі рішення, а не влазити в непотрібні конфлікти, не наражатися на залякування і не згущувати фарби.
26 лютого 2025 року, агентство Reuters повідомило, що їх репортеру, а також представникам видання HuffPost і німецької газети Der Tagesspiegel було заборонено доступ на засідання Кабінету міністрів США під головуванням Дональда Трампа.

## Журналісти
В агентстві «Reuters» працює понад 14 000 співробітників у 91 країні світу, в тому числі 2 300 журналістів, фотокореспондентів і відеооператорів. «Reuters» нараховує в цілому 197 бюро по всьому світу.
З новинами агентства «Reuters» щодня знайомлять понад 1 мільярд осіб. Журналісти агентства одними з перших сповістили про такі події світової історії, як убивство президента США Авраама Лінкольна, закінчення воєнних дій у ході Першої світової війни, смерть Ганді й, зовсім недавно, про піймання колишнього іракського диктатора Саддама Хусейна. Агентство «Reuters» першим повідомило про початок зведення Берлінської стіни, і першим же — про її руйнування.
У 2018 році в М'янмі були засуджені два журналісти «Reuters» за отримання державних таємниць під час розслідування різанини в селі Рохінгя. Арешт та переконання були широко засуджені як напад на свободу преси. Журналісти, WA Lone та Kyaw Soe OO, отримали кілька нагород, включаючи премію Медіа Асоціації закордонних прес -преси та Пулітцерівську премію за міжнародну звітність, і були названі частиною часу "Особи року" за 2018 рік разом з іншими переслідуваними журналістами. Через 511 днів ув'язнення, Ва Лоне та Кяоу Сі Оо були звільнені 7 березня 2019 року після отримання Президента.
24 серпня 2024 року, в результаті російського удару по готелю у місті Краматорську (Україна) були поранені журналісти «Reuters».

## Діяльність
Новини — основа всієї діяльності компанії «Reuters». Світові ЗМІ й фінансові установи користуються оперативною, точною й безсторонньою інформацією агентства «Reuters».
Агентство «Reuters» не є з'єднаним або пов'язаним з якою-небудь країною, культурою або суспільним рухом. Правила роботи агентства проголошують незмінність дотримання принципів чесності, незалежності й неупередженості.
Основний прибуток агентство одержує не від продажу чисто інформаційних матеріалів, а від надання професіоналам, що працюють у ринковій сфері, найважливішої ринкової інформації, аналітичних повідомлень на тему фінансових і товарних ринків. Цей сегмент діяльності забезпечує 90 % доходів агентства.
«Reuters» пропонує низку методів вирішення проблем для професіоналів, а також інформацію для виконання критично важливих, відповідальних завдань та аналітичний матеріал, і все це — в одному місці.

### Продукти для фінансових ринків
«Reuters» (поряд з Bloomberg і Dow Jones) — один з трьох провідних постачальників фінансової інформації для професійних учасників фінансових ринків. Основні продукти включають в себе термінали для доступу до електронних торговельних майданчиків (Reuters Dealing) і термінали для отримання і аналізу фінансової інформації (Thomson Reuters Eikon, замінив Reuters 3000 Xtra). Через інформаційні термінали можна отримати доступ до поточних і історичним цінами практично на всіх світових біржах і багатьох позабіржових ринках.
Термінал «Reuters» 3000 Xtra охоплює компонент для побудови графіків (ліцензований у Metastock) і бібліотеку компонентів Microsoft Excel для побудови фінансових моделей (PowerPlusPro).
Важливим продуктом є новинна стрічка «Reuters», яка виходить як англійською, так і російською мовою і доступна через термінали «Reuters». На стрічці в режимі реального часу виходять новини (такі як оголошення про фінансові результати компаній, даних економічної статистики, політичні новини), які є значущими для інвесторів на ринках.

### Продукти для засобів масової інформації
Поряд з фінансовою інформацією «Reuters» також виробляє і поставляє матеріали для інших засобів масової інформації на суспільно-політичні теми. Основні продукти: стрічка новин, фото- і відеоматеріали.

### Перелік продуктів і послуг агентства «Reuters»
- Послуги:
  - Корпоративні
  - Екстрені новини та новини про конкурентів
  - Всебічні, повні ділові дані
  - Дані щодо стану ринку та новини
  - Дослідження та оцінка стану ринку
  - Інформація про компанії
  - Ціни на біржі за кордоном та їх використання
  - Огляд ринку та промисловості
  - Правління
  - Пізнання з «Reuters»
  - Обмін повідомленнями на «Reuters»
  - «Reuters» 3000 додатково
  - Фінансові відділи
  - Торговельні відносини 3000
  - Корпоративні бібліотеки
- Категорії пропонованої продукції:
  - Товарообіг
  - Предмети споживання та енергія
  - Казначейство
  - Акції корпорацій
  - Постійний прибуток
  - Промислові підприємства. Інформація про них
  - Інформаційний менеджмент
  - Вклади в банки. Дослідження доцільності вкладання. Можливі ризики
- Продукція поділена на так звані «родини»:
  - Настільні фінансові продукти
  - Reuters екстра «родина»
  - Торгова «родина» Reuters
  - «Родина» Reuters-ерудит
  - «Родина» Reuters з управління нерухомістю
  - Продукція для підприємців
  - Інформаційне живлення
  - Ринкова система управління
  - Підприємницькі інформаційні продукти
  - Ризики управління
  - Медіа продукція
  - Газети, журнали, новинні та інформаційні вебсайти (у режимі он-лайн) та телеканали — з всебічними, точними, детальними та поточними новинами, відео та фотографічними даними (фотослужба). Рекламні послуги, графіки (графічна інформація), радіозв'язок.
  - А також безліч проєктів, наприклад, присвячених боротьбі з тероризмом, війні в Іраку і т. д. тощо.

## Перспективи розвитку
«Reuters» є світовим лідером у галузі надання інформації, тому основними пріоритетами у розвитку компанії визначено її розширення і інвестування у інші інформаційні компанії.
Так, на даний момент «Reuters» має такі частки у наступних компаніях: TIBCO Software (44 %), Riskmetrics (42 %), GL Trade (34.2 %), ITN (20 %), Pedestal (21.9 %), Multex (6.5 %), Tradepoint (7.5 %), W. R. Hambrecht & Co (8.7 %), Archipelago LLC (12.1 %), Vencast (13 %) тощо.
Компанія бере участь у спільних проєктах, таких як Sila Communications (безпровідний дата-провайдер у Європі), спільний проєкт «Reuters» та «Equant» по створенні найбільшої у світі закритої інтеренетподібної (IP-based) бізнес мережі, спільний з Multilex проєкт створення європейського порталу для приватних інвесторів, спільний з TIBCO sowtware проєкт створення бізнес додатків вузької спеціалізації інтегрованих до бізнес мереж «Reuters» тощо.

## Економічний та політичний вплив
Оскільки агентство «Reuters» є чи не найбільшим джерелом інформації для багатьох ЗМІ, то воно має значний не безпосередній вплив як на економічні так і на політичні процеси і на світовому і на регіональному рівнях. Найбільше спостерігається вплив «Reuters» на фінансові ринки, адже незалежна інформація такого впливового інформатора може у корені змінити хід справ.

## Критика
Протягом трьох місяців 2011 року Університетом Рузвельта в США проводилося академічне дослідження показало, що в 50 опублікованих за цей період статтях були допущені 1100 «етичних» помилок. Дослідження завершується висновком про те, що освітлення близькосхідного конфлікту новинним агентством «Reuters» базується на симпатіях до палестинців.
В кінці 1960-х років влада Великої Британії фінансувала приватне інформагентство «Reuters», щоб використовувати його можливості для ідеологічного протистояння з СРСР та іншими країнами. Про це повідомляє Бі-бі-сі з посиланням на розсекречені національним архівом документи департаменту інформаційних досліджень (IRD — Information Research Department) британського МЗС.
Згідно з ними, в 1969 році IRD, створений в 1948 році для ідеологічного протидії радянській пропаганді, домовився з Reuters про створення нового підрозділу агентства, призначеного для роботи на Близькому Сході. Воно повинно було замінити повністю підконтрольне IRD агентство, роботу якого влада визнала неефективною, і публікувати англійською та арабською мовами новини, які б могли використовувати в своїй роботі регіональні газети і мовники.

### Фальсифікація фотографій
Під час збройного конфлікту 2008 року в Південній Осетії декілька російських і українських ЗМІ звинуватили агентство в публікації підроблених фотографій з Грузії. На них один і той же чоловік, на різних фотографіях, міг грати різні ролі.